# Aurora (суперкомпьютер)
Aurora — второй в мире эксафлопсный суперкомпьютер, после Frontier, который был запущен в 2022 году. В ноябре 2023 года стал вторым самым быстрым суперкомпьютером в мире в рейтинге Top500. Он спонсировался Министерством энергетики США (DOE) и разработан компаниями Intel и Cray для Аргоннской национальной лаборатории. Aurora имеет заявленную производительность в 1,012.00 эксафлопса, а пиковую — 1,980.01 эксафлопса при среднем энергопотреблении порядка 38,7 МВт.

## История
Aurora был анонсирован в 2015 году и должен был быть запущен в 2018 году. Предполагалось, что его вычислительная мощность будет 180 петафлопс, что примерно соответствует суперкомпьютеру Summit. Aurora должна была стать самым мощным суперкомпьютером на момент своего запуска в 2018 году. Его разрабатывала компания Cray на процессорах Intel. В 2017 году Intel объявила, что запуск Aurora отложен на 2021 года при увеличении мощности до 1 эксафлопса. В октябре 2020 года Министерство энергетики заявило, что Aurora будет отложена ещё на 6 месяцев и таким образом не станет первым эксафлопсным компьютером США, уступив это место суперкомпьютеру Frontier.

## Использование
Aurora будет использоваться в исследованиях в области низкоуглеродных технологий, субатомных частиц, рака и космологии. А также в разработке новых материалов для батарей и более эффективных фотоэлементов. Он будет доступен широкому кругу научных специалистов.

## Архитектура
Aurora будет состоять из более 9 тысяч вычислительных узлов, каждый из которых будет иметь по 2 процессора Intel Xeon Sapphire Rapids , 6 графических процессоров Intel Xe и единую архитектуру памяти, которая обеспечит максимальную вычислительную мощность одного узла в 130 терафлопс. Суперкомпьютер будет иметь около 10 петабайт оперативной памяти и 230 петабайт на запоминающем устройстве. Потребляемая мощность — ≤60 МВт.